# Anthony Phan
Anthony Phan "Ngọc Trí" (sinh ngày 27 tháng 11 năm 1993) là chính trị gia người Mỹ gốc Việt hiện đang là Ủy viên Hội đồng Thành phố Milpitas. Ông là một trong những quan chức dân cử trẻ nhất ở Mỹ khi được bầu chọn vào năm 22 tuổi.

## Sự nghiệp công vụ

### Hoạt động công vụ ban đầu
Năm 2013, Phan được Hội đồng Thành phố San Jose nhất trí bổ nhiệm làm giám sát hệ thống thư viện công cộng của thành phố với tư cách là thành viên trực thuộc Ủy ban Thư viện và Giáo dục Mầm non.

### Ủy viên Hội đồng Thành phố Milpitas
Về sau Phan chuyển sang Milpitas, và vào năm 2016 tham gia tranh cử và giành được một ghế trong hội đồng thành phố.
Tháng 6 năm 2017, Ủy ban Thực hành Chính trị Công bằng California xác nhận họ đang điều tra những lời tố cáo rằng Phan đã báo cáo không đúng các khoản đóng góp và cho vay của chiến dịch vận động tranh cử này.
Tháng 2 năm 2018, Phan đã lớn tiếng khiển trách giám đốc quy hoạch của thành phố Bradley Misner trong một cuộc họp trực tiếp của hội đồng. Lúc đang thảo luận về một hạng mục của hội đồng liên quan đến nghiên cứu về không gian bán lẻ ở khu vực trung tâm của Milpitas, Misner nói với hội đồng rằng việc tiến hành nghiên cứu sẽ cần đến mảng “chiến lược và điều phối” giữa ban ngành riêng của ông ấy và ban ngành phát triển kinh tế của thành phố. Phan bày tỏ rằng ông “không mấy tin tưởng” vào khả năng của Misner trong việc hoàn thành công tác điều phối như trên, cảnh báo Misner: “Lần tới khi chúng ta trò chuyện về công tác điều phối hoặc chiến lược, [nó] sẽ được đưa ra dưới dạng đánh giá hiệu suất của nhân viên công vụ.” Sau khi Luật sư thành phố Chris Diaz kiến nghị với hội đồng rằng những nhân viên duy nhất mà hội đồng có quyền tuyển dụng và sa thải là luật sư thành phố và nhà quản lý thành phố, Phan trả lời, "Tôi không quan tâm." Sau những nhận xét từ nhà quản lý thành phố tạm quyền Dianne Thompson, Phan trả lời, “Tôi không quan tâm vị trí nào được liệt kê nhằm đánh giá hiệu quả công việc của nhân viên công vụ. Nếu đó là của nhà quản lý thành phố, tôi sẽ quy định nó là như vậy.” 
Ngày 6 tháng 3, cư dân Milpitas tên là Joseph Weinstein đã tiếp cận chỗ cái bục trong diễn đàn công khai nhằm đưa ra nhận xét về những lời đe dọa của Ủy viên Hội đồng Phan khi xem xét hiệu quả hoạt động của giám đốc quy hoạch thành phố. Bài phát biểu của Weinstein đầy những lời chỉ trích hành động của Phan như sau "Hội đồng này không có quyền kỷ luật [hoặc] ảnh hưởng đến nhân viên thành phố, ngoại trừ bằng cách làm việc thông qua nhà quản lý thành phố, và sau đó chỉ bằng đa số phiếu của hội đồng". Trong buổi phát biểu trước công chúng của Weinstein, Phan thản nhiên lấy một cái túi bỏng ngô từ bên dưới bục và bắt đầu ăn dần. Phan bèn cắt ngang những lời nhận xét của công chúng hòng bảo Weinstein hãy nhìn thẳng vào mình, lúc đó Thị trưởng Milpitas Rich Trần đành phải ngừng họp cho nghỉ giải lao.
Tháng 11 năm 2018, Phan bị nghi có dính líu với một người gửi thư tấn công chính trị nặc danh chống lại viên Thị trưởng Milpitas Rich Trần do sự cộng tác giữa Trần với chính quyền cộng sản Việt Nam.
Trong cuộc chạy đua giành chức Thị trưởng Milpitas năm 2022, Phan đã bị ủy viên hội đồng Milpitas và ứng cử viên cho chức thị trưởng Carmen Montano chỉ trích sau khi một trang web xuất hiện trực tuyến dưới tên của cô đã chuyển hướng khách truy cập đến trang web của Phan. Khi bị chất vấn về lời bình luận này, Phan nói rằng Montano "không đủ thẩm quyền kỹ thuật số để đăng ký một tên miền", nhưng từ chối bình luận về việc liệu ông đã mua tên miền này hay chưa. Phó Biện lý Quận Santa Clara, John Chase cho biết trang web này dường như vi phạm luật bản quyền tác giả mạng cấm đăng ký tên miền dưới tên của người khác với ý đồ xấu.

## Lịch sử bầu cử
| Tổng tuyển cử Nghị viên Thành phố Milpitas năm 2016 | Tổng tuyển cử Nghị viên Thành phố Milpitas năm 2016 | Tổng tuyển cử Nghị viên Thành phố Milpitas năm 2016 | Tổng tuyển cử Nghị viên Thành phố Milpitas năm 2016 |
| --------------------------------------------------- | --------------------------------------------------- | --------------------------------------------------- | --------------------------------------------------- |
| Ứng cử viên                                         | Phiếu bầu                                           | %                                                   |                                                     |
| Jennifer Strohfus                                   | 4,506                                               | 14.49                                               |                                                     |
| Bob Nunez                                           | 7,465                                               | 24.00                                               |                                                     |
| Gwan Alisantosa                                     | 3,207                                               | 10.31                                               |                                                     |
| Anthony Phan                                        | 6,480                                               | 20.83                                               |                                                     |
| Evelyn Chua                                         | 5,787                                               | 18.60                                               |                                                     |
| Mark Tiernan                                        | 3,663                                               | 11.78                                               |                                                     |